# Abd al-Aziz Bouteflika

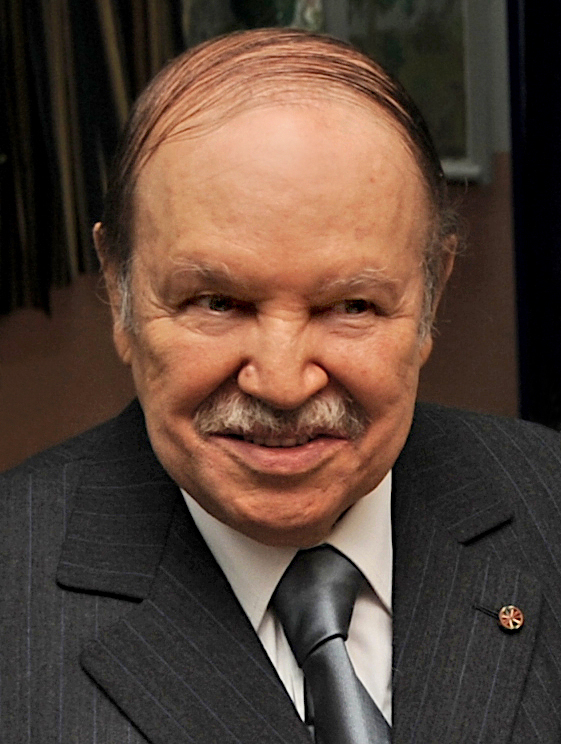
Abd al-Aziz Bouteflika (2012)

Abd al-Aziz Bouteflika (arabisch عبد العزيز بوتفليقة, DMG ʿAbd al-ʿAzīz Būtaflīqa; * 2. März 1937 in Oujda, Französisch-Marokko; † 17. September 2021 in Zéralda, Algerien; Spitzname Boutef) war ein algerischer Politiker. Von April 1999 bis April 2019 war er Präsident von Algerien.
Er kündigte im Februar 2019 an, bei der ursprünglich für den 18. April des Jahres geplanten Präsidentschaftswahl erneut anzutreten, zog seine Kandidatur nach landesweiten Protesten aber wieder zurück. Am 1. April 2019 gab er bekannt, dass er zurücktreten werde, und tat dies am Folgetag mit sofortiger Wirkung.

## Leben und Laufbahn
Abd al-Aziz Bouteflika war der Sohn von Ahmed Bouteflika, einem ehemaligen hochrangigen Mitglied der Zaouia, und Mansouria Ghezlaoui, die aus Tlemcen nahe der marokkanischen Grenze stammen. Bouteflika selbst war Mitglied der Qādirīya. Neben vier Brüdern (Abdelghani, Mustapha, Abderahim und Saïd) hatte er eine Schwester (Latifa) und drei Halbschwestern (Fatima, Yamina und Aïcha). Saïd war als sein Arzt tätig und hatte, wovon ausgegangen wird, als einer von Bouteflikas engsten Beratern großen Einfluss auf die algerische Politik.
Bouteflika absolvierte seine schulische Laufbahn in Oujda und schloss sie mit Auszeichnung ab. Er schloss sich vermutlich 1956 der Nationalen Befreiungsfront (FLN) an. Seine einjährige militärische Ausbildung durchlief Bouteflika an der École des Cadres in Dar El Kebdani in Marokko. Er machte mit der Unterstützung von Houari Boumedienne, dessen Sekretär er auch wurde, schnell Karriere. Nach der algerischen Unabhängigkeit 1962 wurde Bouteflika unter Präsident Ahmed Ben Bella zum Minister für Jugend, Sport und Tourismus ernannt, bereits ein Jahr später stieg er zum Außenminister auf, welchen Posten er bis 1979 hielt. 
Er war Mitglied des „nationalen Revolutionsrates“ unter Leitung von Boumedienne, der 1965 den Sturz Ben Bellas herbeiführte. 1974/75 war Bouteflika Präsident der UN-Generalversammlung. Nach dem Tod von Boumedienne am 27. Dezember 1978 kandidierte er für das Präsidentenamt; allerdings wurde der vom Militär unterstützte Bendjedid Chadli Präsident.
1981 ging er ins Exil, um Ermittlungen wegen Korruption zu entgehen, so soll Bouteflika zwischen 1965 und 1979 sechzig Millionen Dinar aus der algerischen Botschaft entwendet haben. In einem Machtkampf zwischen Präsident Chadli Bendjedid und dem Militär im Jahr 1988 trat Bouteflika erneut politisch in Erscheinung. Er verurteilte das Vorgehen des Militärs gegen die Demonstranten in einem offenen Brief. 1989 kam er nach Algerien zurück und übernahm wieder Leitungspositionen in der FLN.
Während des Algerischen Bürgerkriegs ab Dezember 1991 hielt sich Bouteflika politisch zurück und zeigte sich kaum in den Medien. So soll ihm bereits 1994 vom algerischen Militär das Präsidentenamt angetragen worden sein, Bouteflika lehnte ab, da ihm nicht die völlige Kontrolle über die Streitkräfte zugesichert worden sein soll. Schließlich wurde Liamine Zéroual mit der Unterstützung des Militärs als Präsident vereidigt.
Über Bouteflikas Privatleben wurde wenig bekannt; auf die Frage eines Journalisten antwortete er im Februar 2000, er sei unverheiratet. Mehrere Quellen berichteten von einer mittlerweile geschiedenen Ehe mit Amal Tiki, die im August 1990 unter Ausschluss der Öffentlichkeit in El Biar eingegangen worden sei. Dies wurde allerdings von offizieller Seite nicht bestätigt; das Datum der Ehescheidung ist unbekannt. Zudem untersagte das algerische Kommunikationsministerium den Verkauf von Zeitungsausgaben, die Informationen (oder bloße Vermutungen) zu Bouteflikas Familienstand enthielten. Amal Tiki, geboren 1968, stammt aus der Stadt Tlemcen. Sie ist die Tochter von Yahia Triki, einem ehemaligen hochrangigen Mitarbeiter im algerischen Außenministerium. Gemeinhin wird davon ausgegangen, dass Bouteflika keine Kinder hat.

### Wahl zum Präsidenten
1999 wurde er zum Präsidenten als Nachfolger von Liamine Zéroual gewählt. Seine Kandidatur erfolgte auf Bestreben des Generals Larbi Belkheir, welcher ihm die Unterstützung des Militärs sicherte. General Smain Lamari sicherte Bouteflika die Unterstützung der RCD-Führung. Daneben wurde Bouteflika von der Islamistenpartei Hamas unterstützt, da deren Parteichef Mahmud Nannah wegen einer Formalität nicht kandidieren konnte.
Bouteflika wurde in den Medien als vorzeitiger Sieger gehandelt, auch wenn offizielle staatliche Stellen eine freie Wahl zusicherten. Mehrere Präsidentschaftskandidaten zogen aus Protest über Wahlbetrug ihre Kandidaturen zurück. Bei den Wahlen kam es zu massiven Manipulationen zu Gunsten Bouteflikas. Die staatlichen Medien veröffentlichten eine Wahlbeteiligung von etwa 60 %. Unabhängige Beobachter schätzen rund 30 % und eine noch geringere Beteiligung in der Kabylei. Nach der Wahl kam es zu Demonstrationen in größeren Städten des Landes. Bouteflika formierte nach der Wahl eine Koalition aus der FLN, der RND und der Hamas.

### Amnestie für Islamisten
Im Rahmen von Bouteflikas Politik, eine Aussöhnung mit den Islamisten zu erreichen und den Bürgerkrieg zu beenden, wurden erwähnte Islamisten, die an keinen Gewalttaten beteiligt waren, bald amnestiert. Am 16. September 1999 stimmte die Bevölkerung Algeriens mit überwältigender Mehrheit für den Friedensplan des Staatspräsidenten. Obwohl die Amnestie häufig genutzt wurde, dauerten die Terrorakte militanter Islamisten an. So kamen allein im Fastenmonat Ramadan des Jahres 2000 ungefähr 200 Menschen ums Leben.
Am 29. September 2005 legte Bouteflika die „Charta für den Frieden und die nationale Versöhnung“ zur landesweiten Abstimmung vor, die sich zum Ziel setzte, den andauernden Bürgerkrieg zu beenden, indem die Beteiligung an diesem amnestiert wurde, sofern keine schwere Straftat vorlag. Sie wurde bei einer offiziellen Wahlbeteiligung von 79,76 Prozent mit 97,36 Prozent der gültigen Stimmen angenommen. Einige Oppositionsparteien kritisierten die Charta, da sie die Regierung ermächtigen würde, Strafverfolgung zu verhindern oder nach eigenem Ermessen umzusetzen.

### Wiederwahlen 2004 bis 2014
Bei der Präsidentschaftswahl am 8. April 2004 erhielt Bouteflika 83 Prozent der abgegebenen Stimmen, dieser Anteil wurde im Nachhinein vom algerischen Verfassungsrat auf 85 Prozent nach oben korrigiert. Die restlichen Stimmen verteilten sich auf fünf Kandidaten der Opposition. Diese erhob daraufhin Manipulationsvorwürfe, unter den Wahlbeobachtern herrschte Uneinigkeit darüber, ob im großen Stil Wahlbetrug stattfand. Wie bereits 1999 kam es in der Kabylei im Zuge der Wahlen zu gewaltsamen Protesten mit mehreren Verletzten.
Bei der Präsidentschaftswahl am 9. April 2009 erhielt Bouteflika 90,24 Prozent der abgegebenen Stimmen. Für diese dritte Wiederwahl war eine umstrittene Verfassungsänderung erforderlich, die die Begrenzung der Wiederwahlen des Staatspräsidenten aufhob und Bouteflika eine dritte Amtszeit ermöglichte.
Bei der Parlamentswahl am 10. Mai 2012, die unter Einfluss des weitgehend beendeten Arabischen Frühlings stattfand, erhielt Bouteflikas Partei mit 208 die meisten Sitze, errang allerdings keine absolute Mehrheit im Unterhaus. Gemeinsam mit der Nationalen Demokratischen Sammlung (RND) verfügte sie über eine komfortable Mehrheit.
Trotz seines angeschlagenen Gesundheitszustandes trat Bouteflika bei der Präsidentschaftswahl im April 2014 an und wurde bei einer offiziellen Wahlbeteiligung von 51,7 % mit 81,53 Prozent der abgegebenen Stimmen im Amt bestätigt. Im Wahlkampf absolvierte Bouteflika lediglich zwei Auftritte und hielt eine einzige Rede, die aufgrund eines 2013 erlittenen Schlaganfalls größtenteils unverständlich war. Auch der Rückhalt der algerischen Oberschicht hielt sich in Grenzen.

### Kabinettsumbildung
Mitte September 2013 bildete Bouteflika sein Kabinett radikal um. Er besetzte Schlüsselressorts wie das Innen-, das Justiz- und das Außenministerium mit Vertrauensleuten und entfernte interne Widersacher. General Ahmad Gaïd Salah wurde als stellvertretender Verteidigungsminister in der Militärführung installiert. General Bachir Tartag wurde von der Spitze des – unter anderem für den Kampf gegen Al-Qaida verantwortlichen – Innengeheimdienstes DSI entfernt. Beides galt als Versuch der Präsidentenseilschaft, die Kontrolle über den Staatsapparat auszuweiten. Der Staatshaushalt von Algerien erzielte bis zum Verfall der Öl- und Gaspreise im Jahr 2014 relativ hohe Einnahmen aus dem Export von Gas, sodass der Sozialfrieden mit staatlichen Zuwendungen erreicht werden konnte.

### Gesundheitszustand
Bouteflika war über lange Jahre schwer krank. Im April 2013 wurde er zur medizinischen Behandlung nach Paris gebracht (offiziell aufgrund eines kleineren Schlaganfalls); erst im Juli kehrte er zurück. Bouteflika wurde trotz zweier erneuter Schlaganfälle im April 2014 zum vierten Mal wiedergewählt, trat danach aber drei Jahre lang nicht öffentlich auf. Er saß im Rollstuhl und konnte kaum sprechen.

### Geplante Präsidentschaftswahl 2019 und Tod
Bouteflika erklärte im Februar 2019, er wolle zur Präsidentschaftswahl am 18. April 2019 für eine fünfte Amtsperiode antreten.
Dies löste öffentliche Proteste aus; am 1. März wurden landesweit mehrere hunderttausend Demonstranten gezählt. Bouteflika ließ ankündigen, er wolle nach seiner Wiederwahl keine volle Amtszeit amtieren. Eine Nationalkonferenz solle über politische, wirtschaftliche und soziale Reformen beraten und eine neue Verfassung ausarbeiten; diese solle den Bürgern zur Abstimmung vorgelegt werden. Einem Fernsehbericht zufolge kündigte Bouteflikas Wahlkampfmanager an, dass dessen Rückzug vom Amt und damit verbundene Neuwahlen nach einem Jahr erfolgen sollen. Bouteflika hatte seine Bewerbungsunterlagen am 3. März, dem letztmöglichen Tag, eingereicht. Daraufhin riefen mehrere Oppositionsparteien dazu auf, die Wahl zu boykottieren; der als aussichtsreichster Gegenkandidat geltende Ali Benflis zog seine Kandidatur zurück.
Algeriens Universitäten waren Hochburgen des Protests gegen Bouteflika. Um die Organisation von Kundgebungen zumindest teilweise einzudämmen, rief das algerische Unterrichtsministerium vorzeitig Semesterferien aus.
Am 11. März 2019 teilte das Präsidialamt mit, Bouteflika verzichte auf diese Kandidatur; die Wahl werde verschoben. Das Militär, wichtiger Machtfaktor in dem nordafrikanischen Land, bekundete indes seine Sympathien für die Demonstranten. Am 26. März sprach sich der Stabschef der Armee und Vize-Verteidigungsminister Ahmed Gaïd Salah erstmals für eine Absetzung Bouteflikas aus gesundheitlichen Gründen aus. Neben der FLN verlangte auch die RND, die die Regierung stützte, eine Absetzung Bouteflikas. Am 29. März 2019 kam es zu der bisher größten Demonstration gegen den Präsidenten und gegen die übrige Machtelite. In der Hauptstadt Algier gingen zwischen mehreren hunderttausend und einer Million Menschen auf die Straße.
Am 31. März 2019 ernannte Bouteflika eine neue Regierung mit Ministerpräsident Noureddine Bedoui an der Spitze, der nur noch sechs Minister des alten Kabinetts angehörten und die das gesamte politische Spektrum abdecken sollte; Bedoui war bereits seit dem 11. März 2019 im Amt. Die Demonstrationen richteten sich allerdings auch gegen die Ernennung Bedouis zum Regierungschef; mehrere Politiker sagten aus Protest ihre Mitwirkung an der neuen Regierung ab. Am Folgetag gab er seinen Rücktritt bis spätestens 28. April 2019 bekannt, dem verfassungsgemäß letzten Tag seiner vierten Amtsperiode. Auch nach der Ankündigung wurden die Proteste fortgesetzt. Am 2. April wurde sein sofortiger Rücktritt bekanntgegeben; aus diesem Anlass trat Bouteflika persönlich auf. Die Proteste wurden auch nach dem Rücktritt unvermindert fortgesetzt.
Bouteflika hat als Staatschef über Jahre viele Milliarden US-Dollar an Staatsgeld außer Landes bringen lassen. Unter ihm und seinen Regierungen florierte die Korruption.
Bouteflika starb am 17. September 2021 im Alter von 84 Jahren.